# Sinuolinea platycephali
Sinuolinea platycephali is een microscopische parasiet uit de familie Sinuolineidae. Sinuolinea platycephali werd in 2003 beschreven door Zhao & Song. 